# Homoporus cognatus
Homoporus cognatus är en stekelart som först beskrevs av Charles Joseph Gahan 1933.  Homoporus cognatus ingår i släktet Homoporus och familjen puppglanssteklar. Inga underarter finns listade i Catalogue of Life.